# Galinsoga quadriradiata
Galisonga quadriradiata је једногодишња зељаста биљка, 10-80 центиметара висока, из породице Compositaceae. 

## Опис
Стабљика је брзорастућа, усправа, граната и жлездасто длакава. Дуге, жлездане длаке постоје на скоро свим надземним деловима биљке, по чему се ова врста најлакше може разликовати од G. parviflora, као и по томе што је тамније зелене боје. 
Листови наспрамни, тамнозелени, до 6 центиметара дуги и до 4,5 центиметара широки, на лисним дршкама дугим 5-20 милиметара, длакавог лица и наличја, назубљених ивица, шири при основи, сужавају се ка зашиљеном врху.
Главице су пречника мањег од једног центиметра, беле до ружичасте, груписане у дихазијалне цимозне цвасти. Састоје се 4-5 (8) белих, трозубастих, језичастих цветића (женски цветови) и великог броја (15-35) жутих тубуларних цветића. Оба типа цветова могу да формирају плод. Цвета од јуна до касне јесени и опрашује се инсектима, а често је и самоопрашивање.
Плод је ахенија, пречника 1,5 центиметара, длакава, овална до призматична, на врху са круном од белих папуса, која помаже у расејавању ветром и водом. Плодоноси од јула до првих мразева. Ахемија је мала (дужине 1,5 милиметара) и лагана, па је лако расељавају ветар и вода (примарно), а секундарно животиње и човек. Размножава се семеном и вегетативно. 

## Порекло
Цеnтрална Америка и западни делови Јужне Америке (од Мексика до Чилеа). Прво је донета из Перуа у Британску ботаничку башту Кју (Royal Botanic Garden Kew) у лондону 1796. године, одакле се проширила. У природи је први пут забележена у предграђу Лондона 1863. године, и то као честа врста. Већ 1892. године је забележена  код Хамбурга у Немачкој. 
Длакава коница има велики потенцијал ширења. Шири се дисконтинуално и, судећи по садашњим налазима, ширење потпуно зависи од човека (разни облици транспорта). По правилу, најпре се појављује око већих саобраћајних центара, који постају жаришта даљег ширења. Човек посредује новим интродукцијама и кроз трансвер земљишта контаминираног семеном ове врсте или трговином семеном културних биљака и пољопривредним производима у којима се налази семе врсте, које се може транспортовати и закачено на пољопривредне машине, крзно домаћих животиња или одећу људи. 
Младе стабљике и листови се могу јести кувани, па се у Африци и југоисточној Азији користе као поврће у исхрани. У Јужној Америци се осушени листови користе у виду зачина у разним јелима, док је у Мексику ова врст често коришћена за прехрану стоке.

## Станиште
Адаптирана је на топлу климу, тако да је веома осетљива на ниске температуре и мраз. Преферира тешко, глиновито земљиште, богато храњљивим материма, као што је масно земљиште, где је повећана фракција глине, песка и концентрација азота (хумусно земљиште). Расте на добро осветљеним местима. Од природних станишта је честа на обалним стаништима, на планинским падинама и ивицама лишћарско-четинарских шума, нпр. шума бора и храста. Честа је и на руделарним површинама, поред путева и пруга, на наносима, ораницама и стрништима. 

## Распрострањеност у Србији
Спорадично распрострањена. У Србији је константована тек краје хх века. Претпоставља се да је доспела из Мађарске, у прилог чему говори и велики број познатих локалитета у Војводини. Има тенденцију ширења на територији Србије од севера ка југу. 

## Мере контроле и сузбијања
Најефикасније мере контроле су оне предузете пре сезоне цветања (тј. одмах након појаве првих цветова), да би се спречило формирање семена. Препоручује се ротација цвета. Прекривање корова црним пластичним малчом такође даје добре резултате. Уколико се тек јавила у башти, редовно окопавање је ефикасан метод.

## Синоними
- Adventina ciliata Raf.
- Galinsoga aristulata E. P. Bicknell, nom. nov.
- G. caracasana (DC) Sch. bip.
- G. ciliata (Raf) S. F. Blake
- G. urticifolia (Kunth) Benth.
- Vargasia caracasana DC.
- Wiborgia urticifolia Kunth,
- G. parvifolia subsp. hispida (DC.) O. Bolos & Vigo
- G. quadriradiata subsp. hispida (DC.) Thell
- G. parvifolia var. hispida DC.